# Liste der Bodendenkmale in Küsten
In der Liste der Bodendenkmale in Küsten sind alle Bodendenkmale der niedersächsischen Gemeinde Küsten aufgelistet. Die Quelle ist der Denkmalatlas Niedersachsen. Der Stand der Liste ist der 5. Juli 2024.

## Allgemein
In den Spalten finden sich folgende Informationen des Bodendenkmales :
- Lage        : geographische Koordinaten
- Bezeichnung : Bezeichnung lt. Denkmalatlas
- Beschreibung: Beschreibung lt. Denkmalatlas
- ID          : Objekt-ID
- Bild        : Bild, ggf. zusätzlich mit Link zu weiteren Fotos im Medienarchiv Wikimedia Commons.

## Göttien

### Göttien 1
ID:35993658
Drei Grabhügel; Dm. 6–7,5 m, H. 0,2–0,5 m.

| Lage                        | Bezeichnung | Beschreibung                                                           | ID       | Bild |
| --------------------------- | ----------- | ---------------------------------------------------------------------- | -------- | ---- |
| 52° 58′ 52″ N, 11° 3′ 18″ O | Göttien 1   | Annähernd rund; Dm. ca. 7,5 m, H. ca. 0,5 m.                           | 28911010 | BW   |
| 52° 58′ 52″ N, 11° 3′ 20″ O | Göttien 2   | Annähernd rund; Dm. ca. 6 m, H. im SO bis 0,2 m, im NW bis 0,4 m.      | 28911011 | BW   |
| 52° 58′ 53″ N, 11° 3′ 14″ O | Göttien 3   | Annähernd rund; Dm. ca. 6 m, H. bis 0,5 m, Ränder fließend auslaufend. | 28911013 | BW   |

## Küsten
| Lage                        | Bezeichnung         | Beschreibung | ID       | Bild |
| --------------------------- | ------------------- | --- | -------- | ---- |
| 52° 58′ 48″ N, 11° 3′ 17″ O | Küsten 1, Grabhügel | Annähernd rund; Dm. ca. 5 m, H. ca. 0,5 m. Im Westen etwas angeschnitten, am Südost-Rand eine tiefe Einkuhlung. | 28911266 | BW   |

## Sallahn

### Sallahn 8
ID:28911009
Gruppe mit ehemals sieben kleinen, niedrigen Grabhügeln, von denen einer 1930 von Kofahl ausgegraben wurde; er erwies sich als vollständig leer. Heute ist nur noch der Grabhügel FStNr. 8 mit 15 m Dm. und bis 1,8 m H. gut erhalten.

| Lage                        | Bezeichnung | Beschreibung                                                                                                 | ID       | Bild |
| --------------------------- | ----------- | --- | -------- | ---- |
| 53° 1′ 17″ N, 10° 59′ 53″ O | Sallahn 8   | Grabhügel; Dm. 15 m; H. 1,75 m. Gut erhalten. Im Zentrum Einkuhlung sowie Stein mit Trigonometrischem Punkt. | 28910767 | BW   |

## Tolstefanz
| Lage                       | Bezeichnung            | Beschreibung | ID       | Bild |
| -------------------------- | ---------------------- | --- | -------- | ---- |
| 53° 0′ 29″ N, 11° 1′ 24″ O | Tolstefanz 3, Landwehr | Die Landwehr ist auf Blatt 87 der Kurhannoverschen LA von 1776 verzeichnet, mit Beischrift „An dem Tolstefantzer Landgraben“. Danach handelt es sich um eine Landwehr von ehemals ca. 1350 m Länge, an der Kreuzung der Wege von Saggrian nach Marlin und von Sallahn nach Lüchow im Norden beginnend und an der Niederung westlich von Tolstefanz endend. Erhalten ist ein Teilstück von knapp 150 m Länge am Maliner Berg in der Gemarkung Tüschau. Dort sind zwei parallele Wälle mit innenliegendem Graben vorhanden. Der östl. Wall hat eine Breite von ca. 5 m, und eine Höhe von ca. 0,8 m. Der westl. Wall ist verschliffen und teilweise unterbrochen, Breite ca. 3 m, Höhe bis 0,4 m. Der Graben hat eine Breite bis 4 m und eine Tiefe von ca. 0,7 m. | 28914333 | BW   |

## Tüschau
| Lage                       | Bezeichnung         | Beschreibung | ID       | Bild |
| -------------------------- | ------------------- | ------------ | -------- | ---- |
| 53° 0′ 45″ N, 11° 1′ 13″ O | Tüschau 3, Landwehr |              | 35846404 | BW   |